# Ostra Records
Ostra Records ist ein französisches Independent-Label. Es wurde 2006 in Lyon gegründet. 

## Geschichte
Hauptsächlich verlegt das Label Metal-Bands aus Death Doom und Funeral Doom. Zu den bekanntesten Vertretern des Labels gehören Mournful Congregation, Mourning Dawn, Ataraxie und Bethlehem. Das Label verlegt nur sporadisch Alben und diese zumeist in begrenzter Stückzahl. Bei den so verlegten Veröffentlichungen steht Ostra Records für die Interpreten häufig ergänzend zu weiteren Kooperationspartnern. Die Veröffentlichungen sind entweder als CD-R, CD oder als Schallplatte verfügbar. 
Zwischen dem Zeitpunkt der Gründung 2006 und dem Jahr 2013 erschienen 15 Veröffentlichungen über das Label. Nachfolgende Veröffentlichungen blieben seither aus.

## Katalog
| Jahr | Interpret                         | Titel                                                       | Tonträger | Format      | Katalog-Nr. |
| ---- | --------------------------------- | ----------------------------------------------------------- | --------- | ----------- | ----------- |
| 2006 | Abske Fides                       | …Apart of the World                                         | CD-R      | EP          | OSR 001     |
| 2006 | Mourning Dawn                     | The Freezing Hand of Reason                                 | CD-R      | EP          | OSR 002     |
| 2006 | Ordog                             | Crow and the Storm                                          | CD        | Album       | OSR 003     |
| 2007 | Funeralium                        | Funeralium                                                  | Doppel-LP | Album       | OSR 004     |
| 2007 | Imindain                          | And the Living Shall Envy the Dead…                         | LP        | Album       | OSR 005     |
| 2007 | Ataraxie                          | Slow Transcending Agony                                     | LP        | Album       | OSR 006     |
| 2007 | Mournful Congregation/Stone Wings | Mournful Congregation/Stone Wings                           | LP        | Split-EP    | OSR 007     |
| 2009 | Ataraxie                          | Anhédonie                                                   | Doppel-LP | Album       | OSR 008     |
| 2009 | Mournful Congregation             | The June Frost                                              | Doppel-LP | Album       | OSR 009     |
| 2009 | Bethlehem                         | Dictius Te Necare                                           | Doppel-LP | Album       | OSR 010     |
| 2009 | Diverse                           | Schatten aus der … Bethlehem/A Tribute to Dictius Te Necare | CD        | Kompilation | OSR 011     |
| 2010 | 0 X í S T                         | Unveiling the Shadow World                                  | CD        | EP          | OSR 012     |
| 2012 | Mournful Congregation             | The Book of Kings                                           | Doppel-LP | Album       | OSR 013     |
| 2012 | 0 X í S T                         | Nil                                                         | CD        | Album       | OSR 014     |
| 2013 | Funeralium                        | Deceived Idealism                                           | Doppel-LP | Album       | OSR 015     |